# Henri Landier
Henri Landier est un peintre et graveur français né le 14 juin 1935 à Paris où il vit et travaille au pied de la butte Montmartre.

## Biographie
Henri Landier, en 60 années de création (1952-2012), a réalisé plus de 4 000 peintures et 2 000 gravures et estampes (sur bois, sur cuivre, sur pierre) qui abordent des thèmes très variés (la nuit, les ports, les villes, les paysages, les portraits, le théâtre...) et qui, toutes, ont la particularité d'avoir été tirées par lui sur ses presses à bras.
Cette œuvre se répartit en différentes périodes, des eaux-fortes de Montmartre du début aux autoportraits en aquatintes récents des années 2000.
En 1952, Landier a 17 ans, il s’installe rue Saint-Vincent. C’est sa période verte et ses Gravures de Ténèbres sur un Paris sombre des années 1960. Son aventure maritime de cinq années le transforme, il découvre à son retour l’univers du music hall (Monique Morelli, Georges Brassens, Léo Ferré, Canari) et réalise avec Pierre Mac Orlan « Les chansons de la vieille lanterne » un livre de bois gravés.
En 1965, la Provence le fascine avec les couleurs fauves de ses paysages et de ses insectes.
Dès 1970, il commence alors trois grandes suites de gravures de 32 planches chacune : Le Songe d’une nuit d’été, Le Voyage initiatique et le Faust. Il reprend ensuite en aquatinte de nombreuses thématiques du Cycle des Métamorphoses, les Pierrots, les Danseurs Buto, de nombreux portraits puis différents autoportraits dont l’Autoportrait au turban, sa dernière estampe de 2011 qui clôture symboliquement cette passionnante vie de création d’un grand graveur.
Ses thèmes lui sont inspirés par la beauté des choses.
À ce jour, plus de 100 expositions lui ont été consacrées, en France, en Europe, aux États-Unis et au Japon. Depuis 1975, il expose à Paris à la galerie d’Art Lepic, à Montmartre avec deux expositions par an ; l’une de peintures au printemps et de gravures en hiver où sont reçus les amateurs, les groupes et les écoles qui suivent son œuvre.
Henri Landier fut également marin. Dominique Le Brun, dans l'ouvrage En mer avec Henri Landier, évoque cette période de cinq années de sa vie, riche en création artistique, de son arrivée à Montmartre en 1952 à son retour.

## Expositions (sélection)

### Expositions personnelles
- Galerie Saint-Placide, Paris, 1963[5].
- Henri Landier - Gouaches de Provence, Galerie des Orfèvres, Paris, Juin 1971[6].
- Atelier d'art Lepic, Paris, 1993, 1998[5], août-octobre 2012 (Henri Landier - Le cycle des métamorphoses, 1975-1987)[7], octobre 2014 (Henri Landier - Kaléidoscope)[8], mai-juin 2016 (Henri Landier - La Toscane), mai-juin 2017 (Henri Landier - Vive la vie (rétrospective))[9], été 2018 (Henri Landier - Les fleurs de la sagesse)[10], mai-juin 2019 (Henri Landier, peintre humaniste), décembre 2019 (Henri Landier - Paris à l'eau-forte)[11], printemps 2020 (Henri Landier - À Romaine, 1963-2019)[12], mai-juin 2021 (Le grand carnaval (nl) de Maastricht)[13], novembre-décembre 2021 (Le monde du spectacle (1954-2020) d'Henri Landier - Dessins, gravures, peintures)[14], mai-juin 2022 (Henri Landier - 70 ans de création)[15],[16],[17], juin 2023 (Henri Landier - Douce France)[18], juin-juillet 2024 (Henri Landier - Retour à Venise)[19], juin-juillet 2025 (50 ans)[20].
- Paris à Montmartre - Gravures d'Henri Landier, Galerie de Paris, Paris, mai-juin 2006[21].
- Chetkin Gallery, Red Bank (New Jersey), 2016.
- Requiem pour les Barthélemy - Peintures et dessins d'Henri Landier, Musée de la Grande Guerre du pays de Meaux, Meaux, octobre 2020 - août 2021[22],[23],[24],[25].
- En mer avec Henri Landier, Centre des congrès, Saint-Quay-Portrieux, juillet-août 2021[26],[27]
- Henri Landier - Douce France, Galerie Delobel 3, Ouistreham, juillet 2025[28], château du Hameau Hauger, Amfreville (Calvados), juillet-août 2025..

### Expositions collectives
- Salon des peintres graveurs français, Paris, 1961[29].
- Henri Landier, Bernard Buffet, librairie-galerie Geneviève et Bernard Bedel, rue Écuyère, Caen, 1962[12].
- Hommage à Georges Brassens - Centième anniversaire de sa naissance, Centre des congrès, Saint-Quay-Portrieux, septembre 2021[30].
- Regards croisés : Henri Landier, Alain Bonnefoit, Centre des congrès, Saint-Quay-Portrieux, juillet-août 2023[31].

## Citations

### Dits d'Henri Landier
- « Sans doute que le peintre va plus loin que l'apparence toujours changeante que nos sens sous communiquent selon l'humeur du moment, parce que l'artiste révèle la nature profonde et immuable des choses. » - Henri Landier[32]

### Réception critique

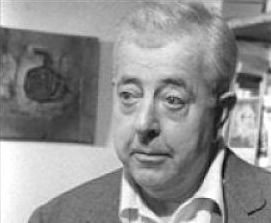
Jacques Prévert

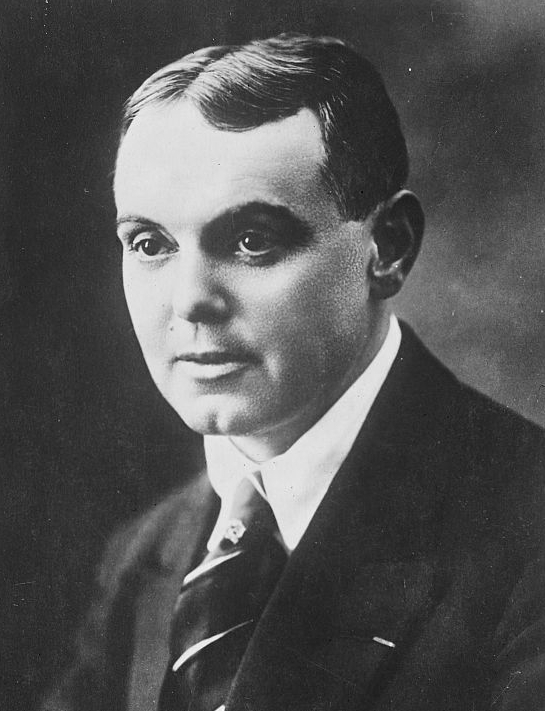
Pierre Mac Orlan

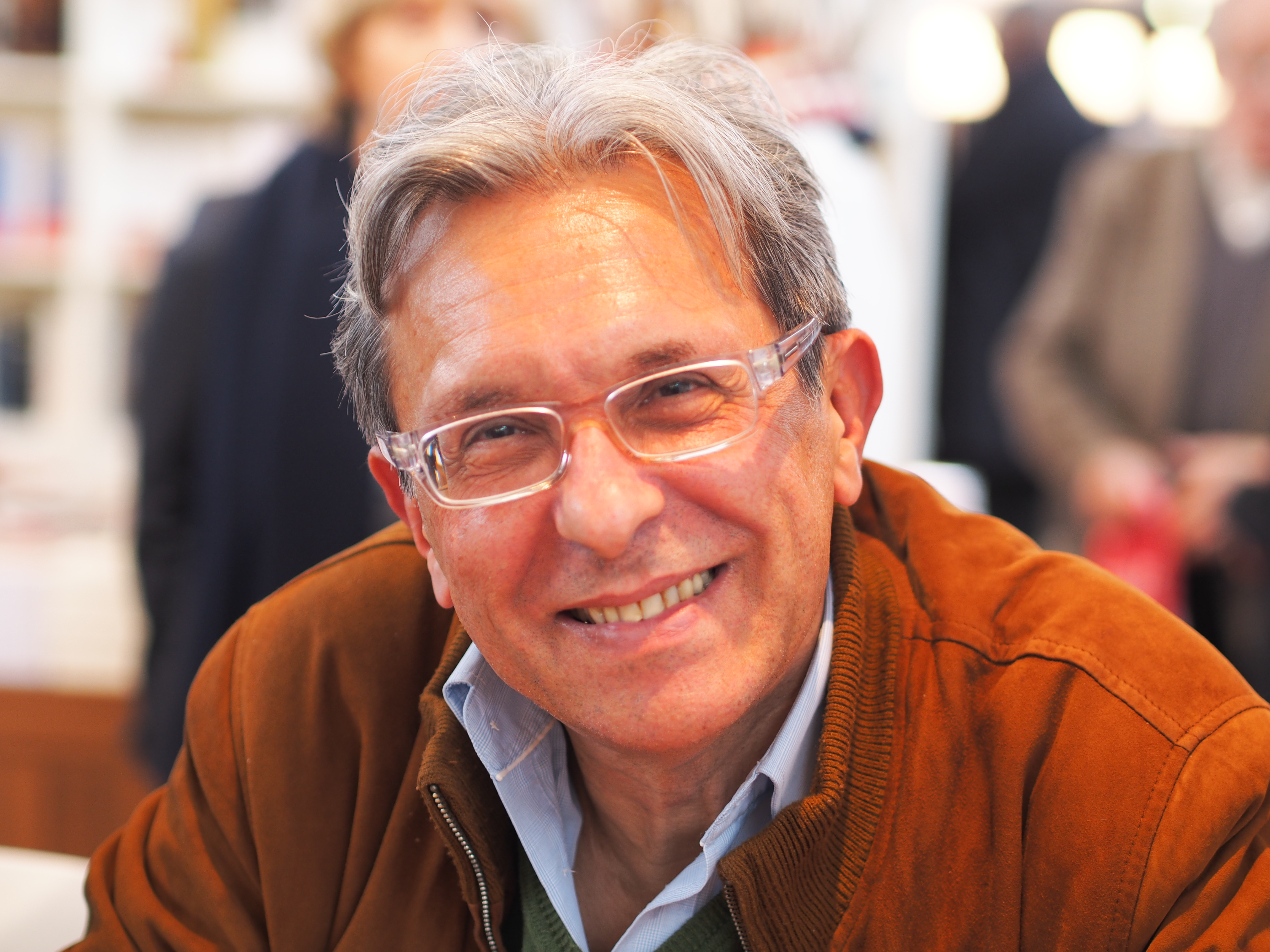
Alain Vircondelet

- « Tu mettrais du tragique dans un pot de moutarde ! » - Jacques Prévert à Henri Landier[23]
- « L'œuvre de Henri Landier est une suite incomparable des confidences de l'ombre, l'ombre double de la lune et du soleil… Landier est le maître des ombres qui souffrent. Ce sont celles dont la pérennité est la moins discutable, car elles renaissent régulièrement des ruines qu'elles sèment autour d'elles. » - Pierre Mac Orlan[33]
- « Il n'est pas facile d'être ému par le plâtre gris et craquelé des façades de Paris sans dénoncer un peu leur vétusté, le visage de quelqu'un qui va vers le suicide sans le dramatiser, la campagne sous la neige sans nous faire greloter. C'est pourtant ce qu'Henri Landier a parfaitement réussi et, certes, pas au détriment de l'expression. Point d'attendrissement superflu sur la peine des hommes et de pittoresque de la misère. Ici, les images sont vraies. Le monde est aimé pour ce qu'il est et non pour ce qu'il sera. Personne n'est accablé, jugé. Le fait d'exister, déjà, est magnifique, d'avoir une forma. » - Henri Borgeaud[34]
- « Les paysages de Provence d'Henri Landier sont exécutés d'une touche brutale, presque primaire. Aucun moelleux dans la couleur ; tout est terriblement construit; la végétation comme le village qui se dresse dans un ciel et qui se veut bleu de Prusse, terre de Sienne ou violet. Peinture structurée en masses successives, laissant entre elles des sillons de blanc montant comme une lente marée de vagues successives.. Tons retenus, austères, lumière égale, sans effet de reflet. Ce monde dépouillé laisse une impression de grandeur. » - Raymond Charmet[6]
- « Ce qui fait que Henri Landier est un grand peintre, c'est qu'il atteint l'universalité. » - Alain Vircondelet[35]
- « Les très grands artistes - Henri Landier est de ceux-là. Les milliers de gravures, de gouaches ou d'aquarelles, d'huiles, de dessins qu'il a réalisés et qu'il livre peu à peu au public constituent au premier abord une œuvre colossale, elle décourage le classement avec ses multiples thèmes d'inspiration, passant de ferrailles tordues aux collines du Luberon, de portraits tragiques à la nudité totale de la danse buto, de son obsession des rues obscures à l'apaisement pastel de ses gisants. Pourtant, très vite, l'œil découvre l'unicité d'une vision, la cohérence et la continuité d'une démarche, la volonté acharnée de poursuivre une trajectoire dont nul encore ne peut saisir le point d'aboutissement Landier joue avec le réel comme d'autres avec les idées : il l'évoque, le transforme, le déforme, crée des rapprochements inattendus et des raccourcis fulgurants. » - Jean-Pierre Guicciardi[36]
- « L'œuvre d'Henri Landier "enthousiasme" le quotidien et les rencontres à travers le prisme de la ligne brute et de la couleur pure. Se jouant d'un portrait récent et l'associant à un plus ancien, tel un témoignage de l'évanescence des jours, il fait se côtoyer les deux âges, l'insouciant et le raisonnable. Cette toile, Hamlet et les amis des Beaux-Arts, est à l'image de la galerie d'autoportraits de Rembrandt, admirée et de nombreuses fois peinte par Landier. Comme pour Rembrandt à l'auberge, ou Le rêve de Saskia, le fantasme y rattrape alors la réalité d'un personnage dont l'héritage pictural ne peut être ignoré. » - Charlène Rioux[9]

## Collections publiques
- Musée d'art moderne de la ville de Paris, Paysage de nuit aux trois arbres, eau-forte[29].

#### Catalogues et monographies
Les éditions d’art Lepic ont édité une dizaine de livres et une quarantaine de catalogues d'expositions sur l'ensemble de l'œuvre de Henri Landier.
- Rue de la Solitude - Landier par Claude Louis-Combet, Atelier du grand tétras, 2015.
- Venise ou l'innocence retrouvée par Alain Vircondelet, éditions Somogy, 2007.
- Henri Landier, Pierre Mac Orlan - Les confidences de l'ombre, éditions Musée des Pays de Seine-et-Marne, 2001.
- 30 ans de gravure de Jean Gordin aux éditions d’art Lepic.
- Les Gravures de ténèbres d'André Giovanni aux éditions d’art Lepic.
- Les Insectes du Luberon par Henri Landier, aux éditions d’art Lepic.
- La Provence, gouaches de Henri Landier, textes de Pierre Moinot, Jean-Pierre Guicciardi, Jean Gordin, aux éditions d’art Lepic.
- En mer avec Henri Landier de Dominique Le Brun aux Editions Omnibus.
- Henri Landier, le labyrinthe, peintures de 1972 à 1984, texte de Philippe Montoriol, 1987 aux éditions d’art Lepic.
- Le Peintre rebelle (1952-1975) de Jean-Pierre Guiccardi, éditions du Valhermeil, 2008 (présentation en ligne : Marion Poupart, Connaissance des arts, 12 novembre 2008).
- Le peintre des métamorphoses 1975-1987 de Jean-Pierre Guicciardi, éditions Dilecta, 2012.
- Henri Borgeaud (préface), Les gravures de Landier, portfolio, atelier Lacourière-Frélaut, Paris, 1962.

#### Ouvrages généraux
- André Roussard, Dictionnaire des artistes à Montmartre, éditions André Roussard, Paris, 1999.
- Emmanuel Bénézit, Dictionnaire des peintres, sculpteurs, dessinateurs et graveurs, vol.8, Gründ, 1999.
- Jean-Pierre Delarge, Dictionnaire des arts plastiques modernes et contemporains, Gründ, 2001.

#### Presse
- Élisabeth Mismes-Thomas, « Henri Landier, héritier de Spinoza et Rembrandt », Art et Métiers du livre, n°232, octobre-novembre 2002.